# London After Midnight (película)
London After Midnight (en España, La casa del horror) es una película muda dirigida por Tod Browning y estrenada en 1927. Después de Nosferatu, es la segunda película en la historia del cine que tiene entre sus personajes un vampiro.

## Argumento
Haciendo uso de su gran talento para caracterizar personajes extraños, Lon Chaney encarna al inspector de Scotland Yard Edward Burke, quien establece un plan, simulando ser un vampiro hipnotizador, para desvelar un misterioso crimen cometido en una mansión en el Londres de los años 20.

## Estado de Preservación
La película se supone perdida pues la copia, guardada en un almacén de la MGM, se quemó durante un incendio ocurrido en 1965.